# Belfort Bax
Pour les articles homonymes, voir Belfort (homonymie) et Bax.
Ernest Belfort Bax (dit Belfort Bax), né le 23 juillet 1854 à Royal Leamington Spa et mort le 26 novembre 1926 à Londres, était un militant socialiste britannique.

## Biographie
Il découvrit le marxisme lors de ses études de philosophie en Allemagne.
De retour en Grande-Bretagne, il adhéra à la Social Democratic Federation de Henry Hyndman avant de participer, avec William Morris, Eleanor Marx et Edward Aveling à la scission qui créa la Socialist League en 1884. L'année suivante, déçu par la League, il la quitta pour retourner à la SDF dont il devint le principal théoricien. Il réussit à convaincre le mouvement de refuser d'entrer au Labour Representation Committee en 1899.
D'abord très anti-nationaliste, Bax en vint à soutenir les Britanniques lors de la Première Guerre mondiale. Antiféministe, il s'opposa au droit de vote des femmes.

## Publications
- Jean-Paul Marat: A Historico-Biographical Sketch (1882)
- A Handbook of the History of Philosophy (1886)
- A Short Account of the Commune of Paris of 1871, avec Victor Dave & William Morris (1886)
- Religion of Socialism (1886)
- French Revolution (1890)
- Outlooks From a New Standpoint (1891)
- The Problem of Reality (1893)
- The Ethics of Socialism (1893)
- German Society at the Close of The Middle Ages (1894)
- The Paris Commune (1894)
- Socialism; Its Growth and Outcome, avec William Morris (1894)
- The Peasants War (1899)
- Jean-Paul Marat: The People's Friend (1900)
- The Rise and Fall of the Anabaptists (1900)
- A New Catechism of Socialism, avec Harry Quelch (1903)
- Essays in Socialism, New and Old (1906)
- The Roots of Reality (1907)
- The Legal Subjection of Men (1908)
- The Last Episode of the French Revolution (1911)
- Problems of Men, Mind, and Morals (1912)
- The Fraud of Feminism (1913)
- Reminiscences and Reflexions of a mid and late Victorian (1918)
- German Culture Past and Present (1915)